# Лиговский канал
Ли́говский кана́л — один из каналов Санкт-Петербурга. Был проложен в первой половине XVIII в. между юго-западными окраинами и центром для снабжения города питьевой водой и, позже, питания фонтанов Летнего сада. Имел длину 16 км. С XIX века стал утрачивать своё значение и постепенно уничтожался, к настоящему времени засыпано около половины канала.

## История
Канал сооружён в 1718—1721 годах. Являлся реализацией сложной для тех лет градостроительной задачи по созданию городского водовода. Строительство совпало по времени со строительством системы Петергофского водовода и было соперничеством двух инженеров: Лиговский канал строился по проекту Г. Г. Скорнякова-Писарева, а Петергофский водовод — под руководством В. Г. Туволкова.
Канал начинался на юго-западе у реки Лиги (ныне река Дудергофка), вытекающей из Дудергофского озера (вероятно, отсюда происходит и название), и заканчивался искусственным бассейном на углу современной улицы Некрасова (бывшая Бассейная улица) и Греческого проспекта.
От бассейна в 1725—1727 годах были проложены трубы к фонтанам Летнего сада, они пересекали реку Фонтанку по мосту-акведуку (ныне Пантелеймоновский мост) и дали ей современное название. Некоторые исследователи эту версию опровергают.
После наводнения 10 (21) сентября 1777 года фонтаны были разрушены и канал начал терять своё значение. К концу XIX века Лиговский канал пришёл в запустение. В 1891—1892 годах засыпан бассейн и участок от бассейна до Обводного канала, к 1926 году — до Московского проспекта, в 1965—1969 годах — до пересечения с Краснопутиловской улицей, а воды канала спущены в реку Красненькую. По направлению бывшего канала ныне проходит Лиговский проспект.
В конце 90-х годов XX века часть канала проходила от речки Красненькой (подземно) до Балтийской и Варшавской железных дорог, выходя на поверхность и проходя под ж/д мостом. Далее канал проходил вдоль ж/д на юго-запад города, под Ленинским проспектом.
По состоянию на конец 2007 года часть под железнодорожным мостом 59°51′30″ с. ш. 30°17′24″ в. д. была цела, около Ленинского проспекта канал засыпан, автомобильно-пешеходный мост, видимо, ушёл в культурный слой 59°51′06″ с. ш. 30°17′25″ в. д., но на спутниковых фотографиях хорошо были видны следы канала.
До частичной засыпки длина составляла 23 км, ширина по дну 2—4 м, глубина 1—2 м.

### Альтернативная версия назначения
Существует гипотеза, что ещё одной и, возможно, основной функцией Лиговского канала была транспортная. Считается, что по каналу на конной или бурлацкой тяге двигались баржи и другие небольшие суда, перевозившие необходимый для строительства и отделки зданий Петербурга бутовый камень или пудостский туф. Каменоломни XVIII—XIX века находились в Аропаккузи, недалеко от Красного Села и в километре от Дудергофского озера, откуда камень доставляли в город по Лиговскому каналу. Между современными ж.-д. платформами Дачное и Ленинский проспект сохранилась «транспортная развязка» канала — в этом месте он проходит параллельно двумя нитками. Одно из русел частично засыпано в ходе строительства гаражей

## Географические сведения
Сохранился участок Лиговского канала протяжённостью 11 км от Горелово до р. Красненькой и парка Авиаторов. Ныне выполняет дренажные функции и используется для водоснабжения.

### Мосты через канал
Исходя из карты 1858 года, через Лиговский канал было перекинуто 36 мостов. Большинство из них были пешеходными и не имели названий; те же мосты, которые несли транспортную функцию, имели собственные названия. По мере засыпания канала исчезали и мосты, перекинутые через него: так в 1892—1893 годах исчезли сразу 25 мостов. В оставшейся части количество мостов также уменьшалось, составив лишь шесть штук к 1914 году: четыре в створах улиц Курской, Прилукской, Расстанной и Московского проспекта и два между Расстанной улицей и Витебской железной дорогой. В 1924—1926 годах с засыпкой канала исчезли и эти мосты.
Ниже перечислены транспортные мосты, о которых есть более или менее достоверные сведения:
- Госпитальный мост — располагался примерно в створе Виленского переулка (разобран в 1846 году)
- Песчаный мост — располагался примерно на месте касс БКЗ «Октябрьский»
- Бассейный мост — располагался в створе Озерного переулка
- Знаменский мост — располагался в створе Невского проспекта
- Владимирский мост — располагался в створе Кузнечного переулка
- Глазовский мост — располагался в створе Разъезжей улицы и Транспортного переулка
- Воздвиженский мост — располагался в створе улицы Тюшина
- Шмелёв мост — располагался в створе Курской улицы
- Расстанный мост — располагался в створе Расстанной улицы